# The Best of Dean Martin, Vol. 2
The Best of Dean Martin, Vol. 2 – kompilacyjny album muzyczny zawierający utwory wykonane przez piosenkarza Deana Martina, wydany w 1969 roku przez Capitol Records. 

## Utwory
| A1 | Just Say I Love Her (Dicitencello Vuie) | 2:44 |
| A2 | If Love Is Good To Me                   | 3:05 |
| A3 | Standing On The Corner                  | 2:46 |
| A4 | Vieni Su                                | 2:22 |
| A5 | Cha Cha Cha D'Amour (Melodie D'Amour)   | 2:16 |
| B1 | Arrivederci, Roma                       | 2:39 |
| B2 | I've Grown Accustomed To Her Face       | 2:38 |
| B3 | Canadian Sunset                         | 3:18 |
| B4 | Pretty Baby                             | 2:44 |
| B5 | My One And Only Love                    | 2:29 |